# الحزب الجمهوري الأوكراني
الحزب الجمهوري الأوكراني (بالأوكرانية: Українська республіканська партія)‏ هو حزب سياسي أوكراني، أسس في 5 نوفمبر 1990، وحل في أبريل 2002، يقع مقره في كييف.

## أعضاء بارزون
- كود سباركل
- تحديث القائمة

- ليفكو لوكياننكو (1990 - 2002)
- Yaroslav Homza
- Bohdan Telenko (1994 - 2002)